# Självförvaltning
Självförvaltning är en typ av styrandeform för arbetsplatser i vilken de anställda själva fattar besluten, till skillnad från den traditionellt mer auktoritära formen där en arbetsledare eller chef ensam fattar beslut. Det finns flera historiska exempel på samhällen som har använt sig av självförvaltning, bland annat avskedandet av chefer i södra Argentina på 1990-talet men framför allt genom syndikalistiska CNT:s inflytande på den spanska revolutionen. På 1950-talet introducerades självförvaltningsformen i Jugoslavien för att minska den statliga kontrollen över ekonomin. Styrningen skedde genom att arbetare gick samman och bildade råd som fattade beslut.
Tidiga försök till självförvaltning gjordes av den österrikiska socialdemokratin, speciellt i det socialdemokratiskt styrda Wien under 1900-talets första hälft. Företrädare för denna inriktning kallades austro-marxister och företrädde en egen väg till socialism. Den internationella syndikalistiska rörelsen såväl som den engelska gillesocialismen var också betydelsefull föregångare i utvecklandet av idéer om självförvaltning och det kooperativa folkliga deltagandet.